# Paul Hurst (actor)
Paul Hurst (15 de octubre de 1888 – 27 de febrero de 1953) fue un actor, director y guionista cinematográfico de nacionalidad estadounidense.

## Biografía
Su nombre completo era Paul Causey Hurst, y nació en Traver, California. Criado en un rancho, actuó en varios centenares de filmes entre las décadas de 1920 y 1940. Sin embargo, en sus inicios se dedicaba a pintar escenarios en la época del cine mudo. En 1912 ya empezó a actuar, dirigir y escribir guiones, y su debut como actor tuvo lugar con el corto Jean of the Jail, producido por Kalem Company. Hurst fue un actor independiente, trabajando para muchos de los estudios cinematográficos y forjándose una sólida reputación por su trabajo delante y detrás de las cámaras.
Hurst es sobre todo recordado por dos papeles: el de un desertor yanqui al que dispara Scarlett en Lo que el viento se llevó (1939), y el sádico vigilante Smith en The Ox-Bow Incident (1943). Sin embargo, él estaba más orgulloso de su papel de un arisco ranchero que rehúsa dar agua a una familia cuáquera en Angel and the Badman. Fue gracias a este personaje que Republic Pictures le contrató para dar la contrapartida cómica en los westerns de Monte Hale.
Su último film fue la producción dirigida por John Ford The Sun Shines Bright.
A Paul Hurst se le diagnosticó un cáncer terminal a finales de 1952, y él se suicidó en febrero de 1953 en Los Ángeles, California. Fue enterrado en el Cementerio Reedley, en Reedley, California.

## Selección de su filmografía

### Actor
- Jean of the Jail (1912)
- The Stolen Invention (1912)
- The Outlaw, de George Melford (1912)
- When Youth Meets Youth (1912)
- The Redskin Raiders (1912)
- Days of '49 (1912)
- Red Wing and the Paleface (1912)
- The Driver of the Deadwood Coach
- The Mayor's Crusade (1912)
- A Dangerous Wager (1913)
- The Pride of Angry Bear (1913)
- A Daughter of the Underworld (1913)
- The Closed Door, de James W. Horne (1915)
- The Frame-Up, de James W. Horne (1915)
- Stingaree, de James W. Horne (1915)
- An Enemy of Mankind, de James W. Horne (1915)
- A Voice in the Wilderness, de James W. Horne (1915)
- The Black Hole of Glenrenald, de James W. Horne (1915)
- To the Vile Dust, de James W. Horne (1915)
- A Bushranger at Bay, de James W. Horne (1915)
- The Taking of Stingaree, de James W. Horne (1915)
- The Honor of the Road, de James W. Horne (1916)
- The Purification of Mulfers, de James W. Horne (1916)
- The Duel in the Desert, de James W. Horne (1916)
- The Villain Worshipper, de James W. Horne (1916)
- The Moth and the Star, de James W. Horne (1916)
- The Darkest Hour, de James W. Horne (1916)
- Lightning Bryce, de Paul Hurst (1919)
- Lilac Time, de George Fitzmaurice y Frank Lloyd (1928)
- Paradise Island, de Bert Glennon (1930)
- The Secret Six, de George W. Hill (1931)
- Men Are Such Fools, de William Nigh (1932)
- Mississippi, de A. Edward Sutherland y Wesley Ruggles (1935)
- In Old Chicago, de Henry King (1937)
- Danger: Love at Work, de Otto Preminger (1937)
- Slave Ship, de Tay Garnett (1937)
- Alexander's Ragtime Band, de Henry King (1938)
- Lo que el viento se llevó, de Victor Fleming (1939)
- Castle on the Hudson, de Anatole Litvak (1940)
- The Westerner, de William Wyler (1940)
- The Ox-Bow Incident, de William A. Wellman (1943)
- The Dolly Sisters, de Irving Cummings (1945)
- Nob Hill, de Henry Hathaway (1945)
- Angel and the Badman, de James Edward Grant (1947)
- Toughest Man in Arizona, de R.G. Springsteen (1952)
- The Sun Shines Bright, de John Ford (1953)

### Director
- The Hazards of Helen (1914)
- The Escape on the Fast Freight (1915)
- The Red Signal (1915)
- A Lass of the Lumberlands, codirigida con J.P. McGowan (1916)
- The Woman in the Web, codirigida con David Smith (1918)
- Lightning Bryce (1919)
- The Broken Law (1924)

### Guionista
- The Railroad Raiders, de Helen Holmes, Paul Hurst y J.P. McGowan (1917)
- KingFisher's Roost, de Louis Chaudet y Paul Hurst (1921)
- Rangeland, de Paul Hurst (1922)
- The Heart of a Texan, de Paul Hurst (1922)
- Table Top Ranch, de Paul Hurst (1922)
- Branded a Bandit, de Paul Hurst (1924)